# Шахта имени М. И. Калинина (Горловка)

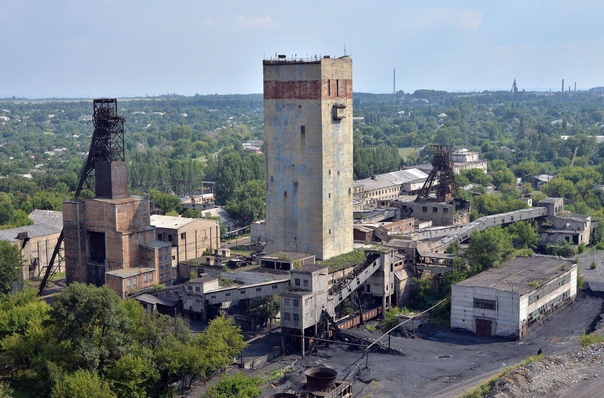
Общий вид шахты имени Калинина в Горловке

ГП «Шахта имени М.В. И. Калинина». Входит в ПО «Артёмуголь». Шахта законсервирована в 2017—2018 годах.

## История
В 1889 году итальянский предприниматель заложил рудник Святого Андрея.
В 1895 году было создано Государьево-Байракское общество, которое ввело в строй рудник Святого Андрея в 1897 году.
В 1899 году Байракский рудник перешел в собственность бельгийского Анонимного общества Государьево-Байракских каменноугольных рудников, рудников и заводов.
В 1909 году добыто 238 тысяч тонн. В 1912 году на шахтах № 1 Святого Андрея, № 20 и Наклонной шахте производственная мощность составляла до 1280 тонн угля в сутки. В 1913 году добыто 267 тысяч тонн.
Байракская шахта была переименована в 1930 году в Шахту имени М. И. Калинина. С ней был переименован и древний казацкий поселок Байрак, на северной стороне которого и расположен рудник. В 1939 году шахта награждена орденом Трудового Красного Знамени.
Наибольший объем добычи угля достигнут в 1971 году — 1,12 млн тонн.
Добыча в 2008 году — 115 тысяч тонн, в 2009 году — 110 тысяч тонн.
Фактическая добыча 1950/308 т/сутки (1990/1999). В 2003 г. добыто 215 тыс. т угля.
Максимальная глубина 960 (1999), готовится горизонт 1080 м (2002). Протяженность подземных выработок 64,13/50,16 км (1990/1999). Разрабатываются пласты m3, m5, h3, m5’, k7’ мощностью 0,5-1,0 м, углы падения 51-53°.
Угольная пыль пластов всех взрывоопасна. Пласты m3, m5, h3 опасны по внезапным выбросам угля и газа. Количество очистных забоев 13/5 (1990/1999), подготовительных 46/14 (1990/1999).

## Персонал
По состоянию на 1990/1999 год, количество работающих составляло 3470/1168 человек, в том числе подземных 2444/770 человек.

## Адрес
84612, ул. Пражская, 101, г. Горловка (Калининский район), Донецкой обл.